# Sasuke Inari-jinja

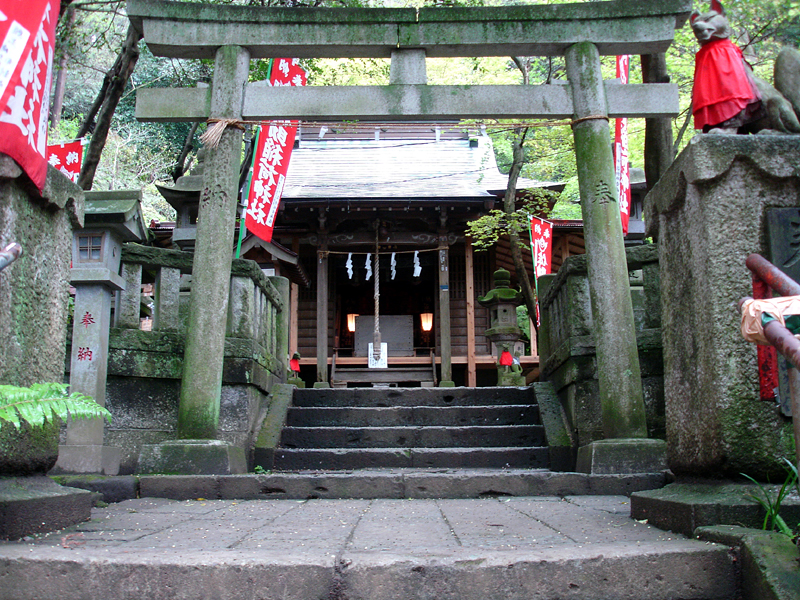
Le sanctuaire Sasuke Inari-jinja.

Le Sasuke Inari-jinja (佐助稲荷神社) est un sanctuaire shinto situé à Kamakura et le site du village caché de Kamakura.

## Histoire
La tradition veut que le sanctuaire Sasuke Inari ait été créé par Minamoto Yoritomo. En exil à Izu, Yoritomo est visité en songe par un vieil homme du village caché de Kamakura qui indique à Yoritomo le moment pour commencer à combattre ses ennemis. Après qu'il a réussi puis est devenu shogun, Yoritomo crée ce sanctuaire en reconnaissance. Une autre version de cette histoire mentionne un messager renard d'Inari qui apparaît en rêve à Yoritomo.
Selon Shimizu Ginzo, l'historien de Kamakura, le village caché situé à côté du sanctuaire était la demeure d'un groupe de personnes qui étaient les prédécesseurs des ninjas. L'éloignement et la facilité à défendre le village permettaient leurs activités qui incluaient l'élimination des ennemis du shogunat de Kamakura.

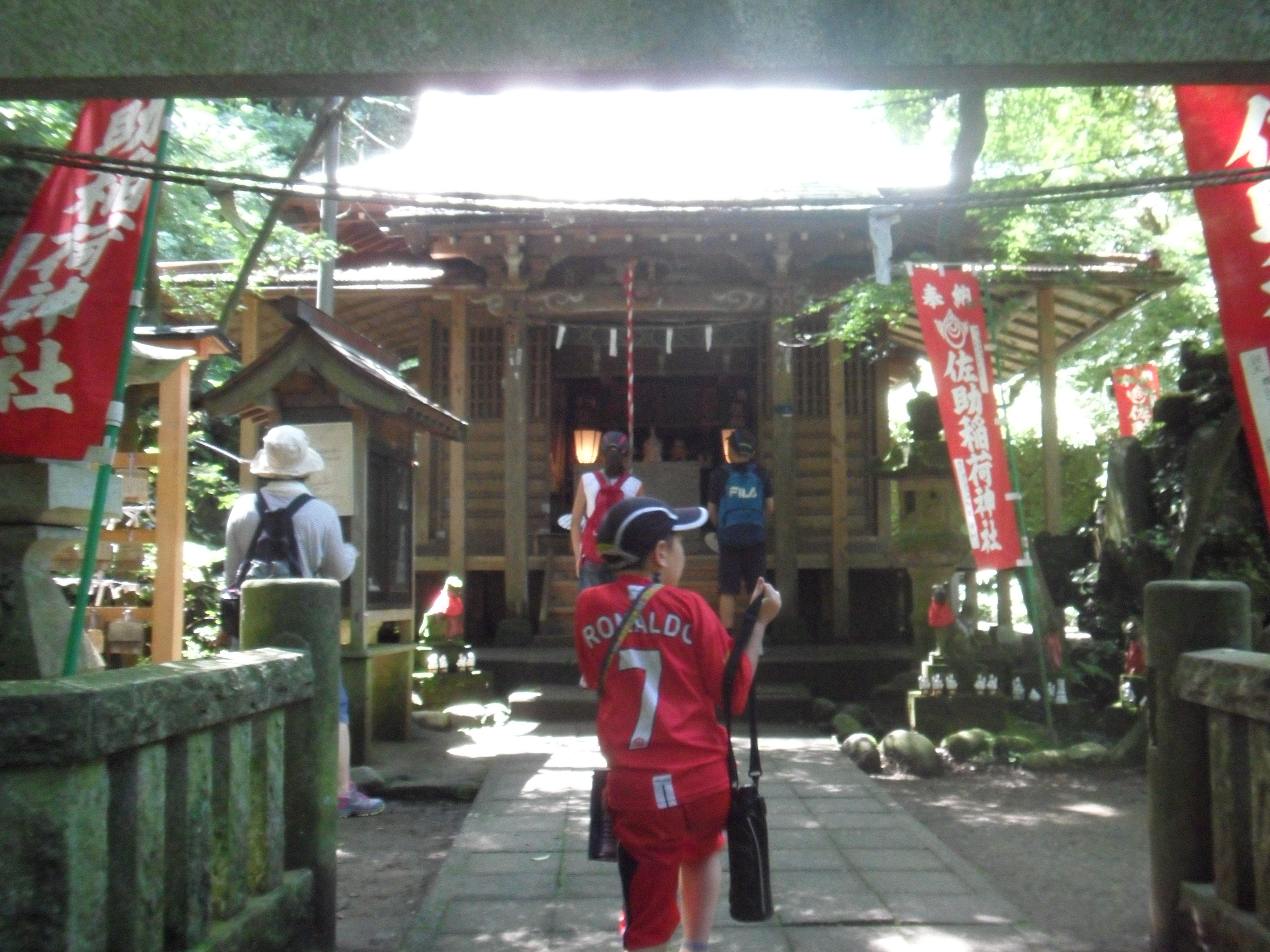
Honden du sanctuaire.
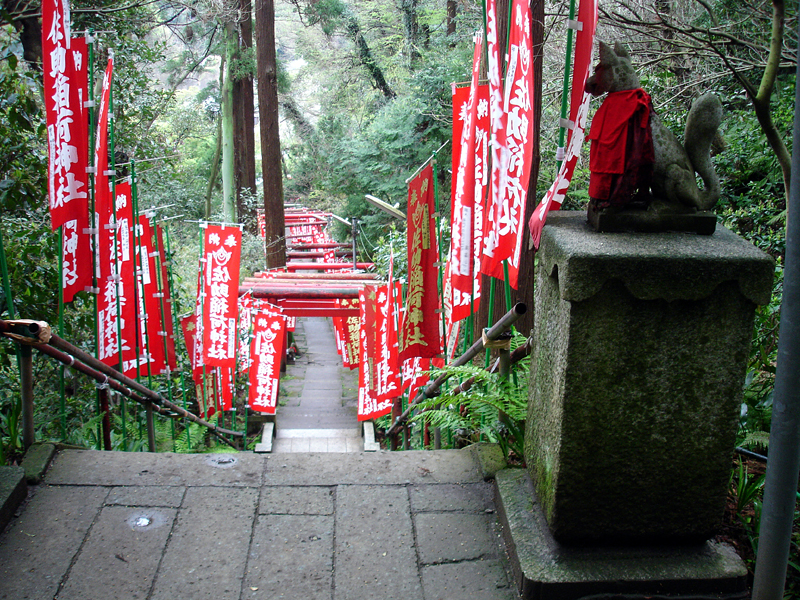
Descente d'escalier du bâtiment principal.
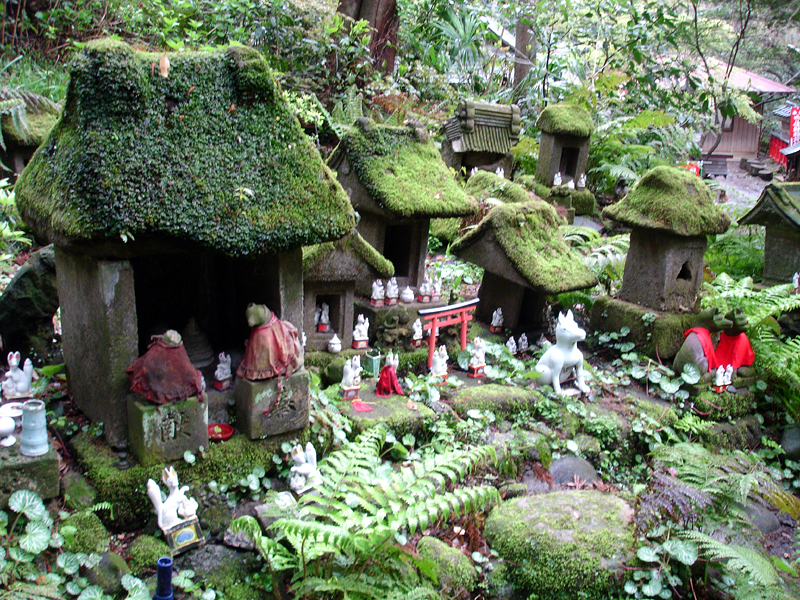
Petites statues d'Inari et sanctuaires miniatures couverts de mousse.
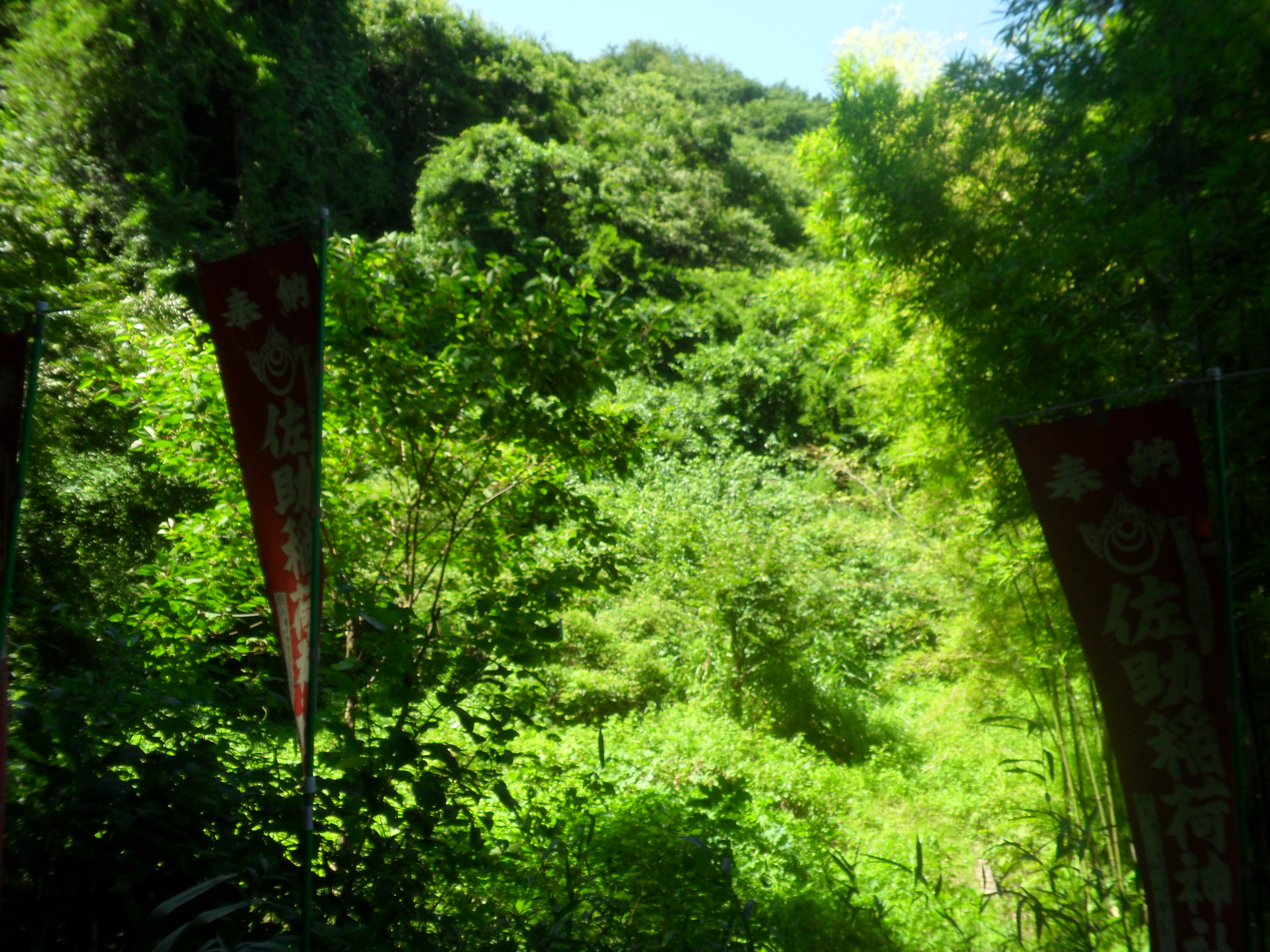
Vue du site du village caché.
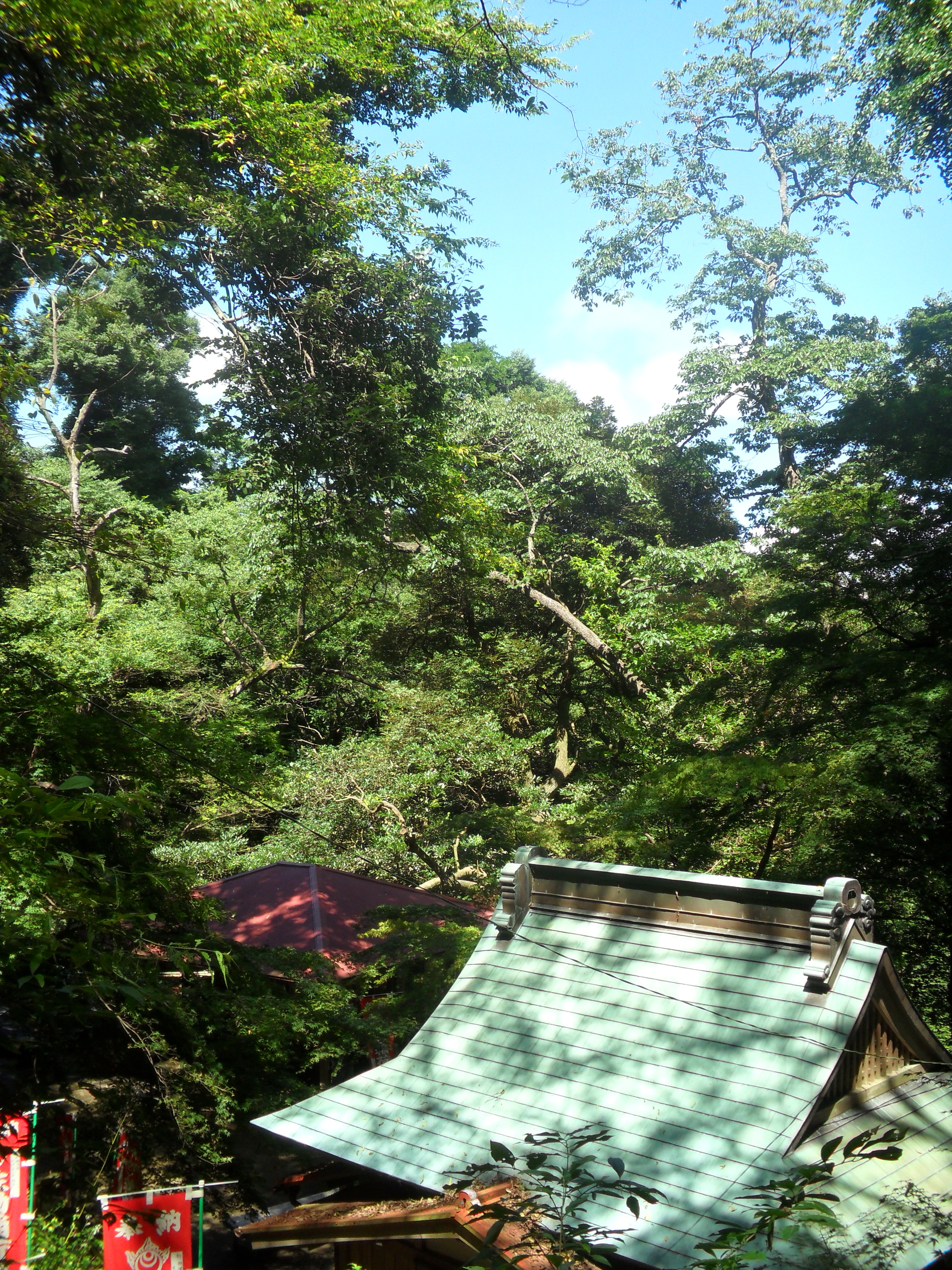
Vue en surplomb du site du village caché à partir du bâtiment principal.
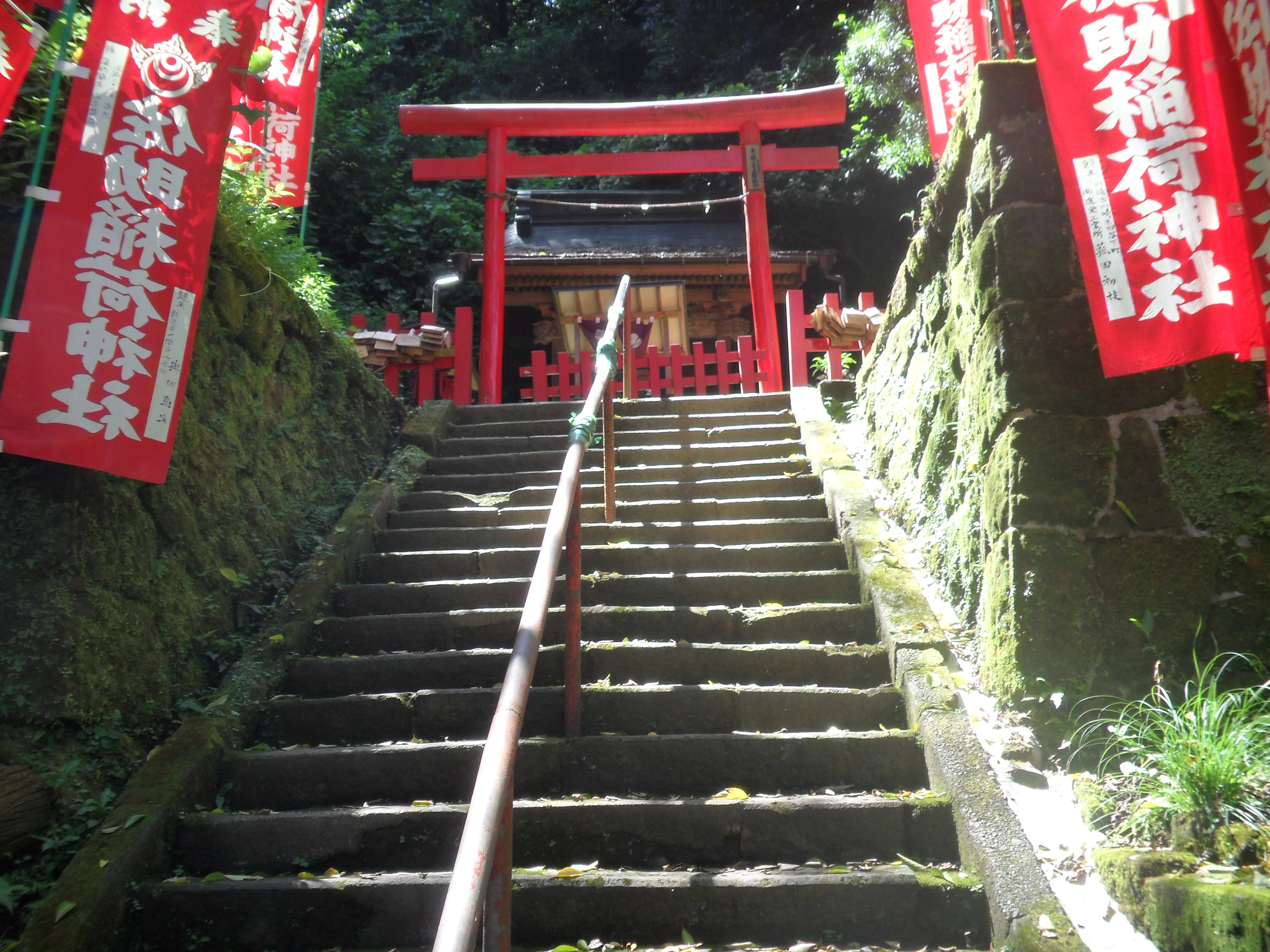
Sanctuaire supérieur.

## Sources
- T. Moriyama, Weekend Adventures Outside of Tokyo, Tokyo, Japon, Shufunotomo Co. Ltd., 1998  (ISBN 4-07-975049-8).
- I. Mutsu, Kamakura Fact and Legend, Rutland, Vermont, Charles E. Tuttle Company, Inc., 1995  (ISBN 0-8048-1968-8).